# Theaterwissenschaft
Theaterwissenschaft ist die wissenschaftliche Beschäftigung mit theatralen Phänomenen von der Antike bis zur Gegenwart. Dabei werden sowohl Autoren und Werke als auch Ereignisse (Theateraufführungen) behandelt. Die Theaterwissenschaft überschneidet sich unter anderem mit der Literatur- und der Medienwissenschaft.

## Geschichte
Die Theaterwissenschaft als eigenständige universitäre Disziplin ist vergleichsweise jung. Erst Anfang des 20. Jahrhunderts ist sie aus der Germanistik hervorgegangen. Ihre ersten akademischen Vertreter waren Max Herrmann, der seit 1900 in Berlin, und Artur Kutscher, der seit 1909 in München theaterwissenschaftliche Vorlesungen hielt. 1923 wurde an der Friedrich-Wilhelms-Universität in Berlin (heute: Humboldt-Universität) das Theaterwissenschaftliche Institut gegründet, womit sich die Trennung von der Germanistik auch institutionell vollzogen hatte.
Mit der zwanghaften Negativbindung an die Germanistik (so der Theaterwissenschaftler und Dramatiker Jürgen Hofmann) hat die Theaterwissenschaft in Inhalt und Methode bis heute zu kämpfen, da sich das Theater als kulturelles (und gesellschaftliches) Phänomen substanziell vom bloßen Drama (als nur ein Bestandteil des theatralen Ereignisses, und in archaischen oder modernen Formen nicht einmal das) unterscheidet. Da das geschriebene Drama dem wissenschaftlichen Zugriff (der Analyse) am einfachsten – und zwar über die Jahrhunderte hinweg – zugänglich ist, wird auch heute noch vielfach Theaterwissenschaft als Literaturwissenschaft (Dramenanalyse) betrieben. Schon Lessing dagegen spricht von der Theateraufführung zu Recht als einem transitorischen Kunstwerk, also einem Kunstwerk, das im Moment seiner Vollendung auch schon verschwunden und so nicht mehr herstellbar ist. Theaterwissenschaft, verstanden als Wissenschaft, die Ereignisse – also Aufführungen – analysiert und interpretiert, wird heute vielfach und zunehmend prominent.
Die Theaterwissenschaft lässt sich grob in Theatergeschichte, Theater-/Dramentheorie/Dramaturgie/Ästhetik und gegebenenfalls praktische Übungen gliedern. Ein Teilbereich ist die Theaterpädagogik bzw. Theatertherapie, die mit der Vermittlung von Theater-Methoden, aber auch dem Einsatz des Theaters in der Bildungsarbeit und in der Gesellschaft befasst ist.
Heute beschäftigt sich die Theaterwissenschaft zunehmend über das Theater hinaus mit Medien wie Film, Fernsehen, Hörfunk und Internet.

## Beruflicher Stellenwert
Der Theaterwissenschaftler kann – in der Regel nach einem Master-, Diplomabschluss oder erfolgreicher Promotion – als Regisseur, Dramaturg oder Intendant am Theater oder an vergleichbaren Institutionen arbeiten. Zwar sind theaterwissenschaftliche Kenntnisse für einen Regisseur oder Dramaturgen von Vorteil, jedoch sind sie keine Voraussetzung für diese Tätigkeiten. Bei der Theaterwissenschaft handelt es sich als eine geisteswissenschaftliche Disziplin um die Wissenschaft (dies impliziert Veri- und Falsifizierbarkeit aller Behauptungen nach bestimmten Beweisregeln) vom Theater (siehe auch Theaterforschung). Sie bietet keine standardisierte Ausbildung für den späteren Theaterpraktiker als Regisseur, Dramaturg oder Schauspieler, auch wenn praktische Übungen durchaus Bestandteil des Studiums sein können.